# Bellinge
Bellinge er en satellitby i Odense SV  med 5.877 indbyggere  (2025), beliggende 14 km nordøst for Nørre Broby og 11 km sydvest for Odense centrum. Bydelen er via bydelen Bellingebro vokset sammen med nabobyelen Sankt Klemens. Bellinge grænser til Odense-bydelen Dyrup mod nordøst. Byen hører til Odense Kommune og ligger i Region Syddanmark.
Bellinge hører til Bellinge Sogn. Bellinge Kirke med mange gamle kalkmalerier ligger i bydelen.

## Faciliteter
- Bellinge har 3 skoler, alle med 0.-9. klassetrin:
  - Folkeskolen Rasmus Rask Skolen har 476 elever.[2]
  - Den kristne friskole Kratholmskolen har inkl. SFO og børnehave 37 medarbejdere og er grundlagt i 1973.[3]
  - Den Grundtvig-Koldske friskole Ådalskolen, Fangel Friskole er grundlagt i 1873 og har 230 elever.[4]
- Brændekilde-Bellinge Boldklub (BBB) tilbyder fodbold, bordtennis og floorball.[5] Bellinge IF har afdelinger for badminton, gymnastik, håndbold, tennis og petanque.[6] Desuden findes Bellinge Gymnasterne, rideklub, taekwondoklub og bueskytteforening.
- Bellinge har to sportshaller: Rasmus Rask Hallen og Bellinge Idrætscenter.
- Odense Å løber sydøst om byen, og der er en kano/kajak isætningsplads ved Brogårdsvej. Syd for åen ligger Kratholmskoven med vandrestier.
- Børnehuset Bellinge er byens første børnehave, bygget i 1970. Den er normeret til 42-46 børnehavebørn og har 6 fastansatte.[7] Børnehuset Lungstedvangen er normeret til 12 børn i vuggestuen og 40 børn i børnehaven.[8]
- Bellinge har en SuperBrugs med postkontor og Coop365 samt kiosk, bageri, pizzeria, lægehus, tandlæge, apotek og en halv snes specialforretninger.

## Historie
Bellinge havde station på Odense-Nørre Broby-Faaborg Jernbane (1906-1954). Stationen blev anlagt 1 km sydøst for den gamle landsby, øst for åen. Stationsbygningen, der er tegnet af arkitekten Emanuel Monberg, er bevaret på Kratholmvej 25.
Et amerikansk B-17 bombefly styrtede ned med 10 bomber på Bellinge Mark i 1944.
Bellinge blev påvirket af Odenses byudvikling omkring 1960: byen havde i 1960 kun 359 indbyggere, men 1.124 i 1965.

## Kendte personer
- Christian Pedersen-Bellinge (1897-1984), kunstmaler.
- Lene Pind (1943-), kvindesagsforkæmper og rektor.
- Rune T. Kidde (1957-2013), kunstner og tegneserieforfatter - født på gården Kratholm i Bellingebro.
- Bo Libergren (1969-), regionsrådsmedlem Region Syddanmark siden 2006, fungerende regionsrådsformand (2023).